# Bósnia e Herzegovina nos Jogos Olímpicos de Verão de 2020
A Bósnia e Herzegovina competiu nos Jogos Olímpicos de Verão de 2020 em Tóquio. Originalmente programados para ocorrerem de 24 de julho a 9 de agosto de 2020, os Jogos foram adiados para 23 de julho a 8 de agosto de 2021, por causa da pandemia COVID-19. Desde a estreia oficial da nação em 1992, atletas bósnios participaram de todas as edições dos Jogos Olímpicos de Verão.

## Competidores
Abaixo está a lista do número de competidores nos Jogos.
| Esporte   | Masculino | Feminino | Total |
| --------- | --------- | -------- | ----- |
| Atletismo | 2         | 0        | 2     |
| Judô      | 0         | 1        | 1     |
| Natação   | 1         | 1        | 2     |
| Taekwondo | 1         | 0        | 1     |
| Tiro      | 0         | 1        | 1     |
| Total     | 4         | 3        | 7     |

## Atletismo
Os seguintes atletas bósnios conquistaram marcas de qualificação, pela marca direta ou pelo ranking mundial, nos seguintes eventos de pista e campo (até o máximo de três atletas em cada evento):
- Nota– As posições para os eventos de pista são em relação à bateria do atleta
- Q = Qualificado para a próxima fase
- q = Qualificado para a próxima fase como o perdedor mais rápido ou, em eventos de campo, pela posição sem atingir o alvo para qualificação
- NR = Recorde nacional
- N/A = Fase não aplicável para o evento
- Bye = Atleta não precisou disputar aquela fase

Eventos de pista e estrada
| Atleta    | Evento          | Eliminatória | Eliminatória | Semifinal | Semifinal | Final     | Final   |
| Atleta    | Evento          | Resultado    | Posição      | Resultado | Posição   | Resultado | Posição |
| --------- | --------------- | ------------ | ------------ | --------- | --------- | --------- | ------- |
| Amel Tuka | 800 m masculino |              |              |           |           |           |         |

Eventos de campo
| Atleta      | Evento                      | Qualificação | Qualificação | Final     | Final   |
| Atleta      | Evento                      | Distância    | Posição      | Distância | Posição |
| ----------- | --------------------------- | ------------ | ------------ | --------- | ------- |
| Mesud Pezer | Arremesso de peso masculino |              |              |           |         |

## Judô
A Bósnia e Herzegovina inscreveu uma judoca para o torneio olímpico baseado no Ranking Olímpico Individual da International Judo Federation.
Feminino
| Atleta       | Evento | Preliminares         | Fase de 32           | Fase de 16           | Quartas              | Semifinais           | Repescagem           | Bronze               | Final                | Final |
| Atleta       | Evento | Adversário resultado | Adversário resultado | Adversário resultado | Adversário resultado | Adversário resultado | Adversário resultado | Adversário resultado | Adversário resultado | Pos.  |
| ------------ | ------ | -------------------- | -------------------- | -------------------- | -------------------- | -------------------- | -------------------- | -------------------- | -------------------- | ----- |
| Larisa Cerić | +78 kg |                      |                      |                      |                      |                      |                      |                      |                      |       |

## Natação
Nadadores bósnios conquistaram marcas de qualificação para os seguintes eventos (até o máximo de 2 nadadores em cada evento com o Tempo de Qualificação Olímpica (OQT) e potencialmente 1 com o Tempo de Seleção Olímpica (OST)):
| Atleta         | Evento                   | Eliminatória | Eliminatória | Semifinal | Semifinal | Final | Final   |
| Atleta         | Evento                   | Tempo        | Posição      | Tempo     | Posição   | Tempo | Posição |
| -------------- | ------------------------ | ------------ | ------------ | --------- | --------- | ----- | ------- |
| Emir Muratović | 50 m livre masculino     |              |              |           |           |       |         |
| Emir Muratović | 100 m livre masculino    |              |              |           |           |       |         |
| Lana Pudar     | 100 m borboleta feminino |              |              |           |           |       |         |

## Taekwondo
A Bósnia e Herzegovina inscreveu um atleta para a competição do taekwondo nos Jogos pela primeira vez desde 2004. Nedžad Husić garantiu a vaga na categoria 68 kg masculino após terminar entre os dois primeiros no Torneio Europeu de Qualificação Olímpica de 2021 em Sófia, Bulgária.
| Athlete      | Event            | Round of 16       | Quarterfinals     | Semifinals        | Repechage         | Final / BM        | Final / BM |
| Athlete      | Event            | Opposition Result | Opposition Result | Opposition Result | Opposition Result | Opposition Result | Rank       |
| ------------ | ---------------- | ----------------- | ----------------- | ----------------- | ----------------- | ----------------- | ---------- |
| Nedžad Husić | −68 kg masculino |                   |                   |                   |                   |                   |            |

## Tiro
A Bósnia e Herzegovina recebeu uma vaga de alocação pela ISSF para enviar Tatjana Djekanovic na carabina feminina para as Olimpíadas, contanto que a marca de qualificação mínima (MQS) fosse atingida. 
| Atleta            | Evento                       | Qualificação | Qualificação | Final  | Final   |
| Atleta            | Evento                       | Pontos       | Posição      | Pontos | Posição |
| ----------------- | ---------------------------- | ------------ | ------------ | ------ | ------- |
| Tatjana Đekanović | Carabina de ar 10 m feminino |              |              |        |         |